# The Archive: Live, Lost & Found
| Críticas profissionais | Críticas profissionais |
| Avaliações da crítica  | Avaliações da crítica  |
| Fonte                  | Avaliação              |
| ---------------------- | ---------------------- |
| AllMusic               | [ 1 ]                  |
| Okayplayer             | [ 2 ]                  |
| RapReviews.com         | [ 3 ]                  |

The Archive: Live, Lost & Found é um álbum de compilação de Rakim, com actuações ao vivo, material raro e inédito. Foi lançado em 4 de março de 2008, pela Koch Records. O álbum só conseguiu chegar ao Top R&B/Hip-Hop, alcançando a posição #99.

## Faixas
| N.º | Título                                 | Duração |  |
| 1.  | "Hip-Hop"                              |         |  |
| 2.  | "Love 4 Sale"                          |         |  |
| 3.  | "Word on the Street"                   |         |  |
| 4.  | "It's Nothing"                         |         |  |
| 5.  | "It's Been a Long Time"                |         |  |
| 6.  | "My Melody" (Eric B.)                  |         |  |
| 7.  | "Don't' Sweat the Technique" (Eric B.) |         |  |
| 8.  | "Follow the Leader" (Eric B.)          |         |  |
| 9.  | "Ghetto"                               |         |  |
| 10. | "Guess Who's Back?"                    |         |  |
| 11. | "What's on Your Mind?" (Eric B.)       |         |  |
| 12. | "Remember That"                        |         |  |
| 13. | "It's Nothing"                         |         |  |
| 14. | "Saga Begins"                          |         |  |
| 15. | "Move the Crowd" (Eric B.)             |         |  |
| 16. | "Paid in Full" (Eric B.)               |         |  |
| 17. | "I Know You Got Soul" (Eric B.)        |         |  |
| 18. | "I Ain't No Joke" (Eric B.)            |         |  |
| 19. | "Juice [Know the Ledge]" (Eric B.)     |         |  |
| 20. | "Mahogany" (Eric B.)                   |         |  |
| 21. | "Is President" (Eric B.)               |         |  |
| 22. | "Microphone Fiend" (Eric B.)           |         |  |